# Fakty i akty
Fakty i akty (tytuł oryginalny: Wag the Dog) – amerykański film fabularny (tragikomedia) z 1997 roku, w reżyserii Barry’ego Levinsona, na podstawie książki American Hero Larry’ego Beinharta.

## Główne role
- Dustin Hoffman - Stanley Motss
- Robert De Niro - Conrad Brean
- Anne Heche - Winifred Ames
- Denis Leary - Fad King
- Willie Nelson - Johnny Dean
- Andrea Martin - Liz Butsky
- Kirsten Dunst - Tracy Lime
- William H. Macy - Agent CIA Charles Young
- John Michael Higgins - John Levy
- Suzie Plakson - Grace
- Woody Harrelson - Sierżant William Schumann
- Michael Belson - Prezydent

## Fabuła
Prezydent Stanów Zjednoczonych zostaje przyłapany na podrywaniu nieletniej dziewczyny w Gabinecie Owalnym na dwa tygodnie przed wyborami. Conrad Brean, czołowy spin doctor , zostaje sprowadzony przez asystentkę prezydenta Winifred Ames, aby odwrócić uwagę opinii publicznej od skandalu. Postanawia on stworzyć fikcyjną wojnę w Albanii, mając nadzieję, że media skupią się na niej. Brean kontaktuje się z hollywoodzkim producentem Stanleyem Motssem, aby stworzył wojnę, wraz z piosenką przewodnią i fałszywym materiałem filmowym o uciekającym sierocie, aby wzbudzić współczucie. Mistyfikacja początkowo odnosi sukces, a prezydent szybko zyskuje poparcie w sondażach.
Kiedy CIA dowiaduje się o spisku, wysyła Agenta Younga, aby skonfrontował Breana z oszustwem. Brean przekonuje Younga, że ujawnienie oszustwa jest sprzeczne z jego interesami i interesami CIA. Ale kiedy CIA — w zmowie z kandydatem rywala prezydenta — informuje, że wojna się skończyła, media zaczynają skupiać się na skandalu dotyczącym molestowania seksualnego prezydenta. Aby temu przeciwdziałać, Motss wymyśla bohatera, który został porzucony za liniami wroga w Albanii.
Zainspirowani ideą, że został „wyrzucony jak stary but”, Brean i Motss proszą Pentagon o podanie żołnierza sił specjalnych o pasującym nazwisku (zidentyfikowano sierżanta o nazwisku „Schumann”), wokół którego można zbudować historię jeńca wojennego . W ramach oszustwa piosenkarz folkowy Johnny Dean nagrywa piosenkę zatytułowaną „Old Shoe”, która jest wciśnięta na płytę 78-rpm , przedwcześnie postarzaną, aby słuchacze pomyśleli, że została nagrana wiele lat wcześniej i wysłana do Biblioteki Kongresu w celu „odnalezienia”. Bream i Motss rzucają pary starych butów w drzewo poza terenem Białego Domu . Wkrótce na liniach telefonicznych i energetycznych zaczyna pojawiać się duża liczba butów , a oddolny ruch mający na celu sprowadzenie Schumanna do domu nabiera rozpędu, kończąc udany astroturfing .
Kiedy zespół wyrusza, aby odzyskać Schumanna, odkrywa, że jest on w rzeczywistości przestępcą, szalonym przestępcą wojskowym. Podczas powrotu do bazy lotniczej Andrews ich samolot rozbija się. Zespół przeżywa i zostaje uratowany przez rolnika, nielegalnego imigranta. Jednak Schumann zostaje zabity, gdy próbuje zgwałcić córkę właściciela stacji benzynowej. Wykorzystując okazję, Motss organizuje wystawny wojskowy pogrzeb Schumanna, twierdząc, że zmarł on z powodu ran odniesionych podczas akcji ratunkowej, a rolnik otrzymuje przyspieszone obywatelstwo za lepszą historię.
Gdy prezydent zmierza ku reelekcji, Motss jest sfrustrowany, że media przypisują jego wzrost w sondażach nijakiemu hasłu wyborczemu „Nie zmieniaj koni w połowie drogi”, a nie ciężkiej pracy Motssa. Pomimo oferty Breana na ambasadora i ponurego ostrzeżenia, że „igra ze swoim życiem”, Motss żąda, aby otrzymał uznanie za swoją produkcję i grozi ujawnieniem swojego zaangażowania, jeśli go nie otrzyma. Zdając sobie sprawę, że nie ma wyboru, Brean rozkazuje swoim pracownikom ochrony, aby go zabili. Wiadomości donoszą, że Motss zmarł na zawał serca w domu, prezydent został pomyślnie ponownie wybrany, a albańska organizacja terrorystyczna przyznała się do niedawnego zamachu bombowego, co sugeruje, że fałszywa wojna staje się rzeczywistością.

## Nagrody i nominacje
Oscary za rok 1997
- Najlepszy scenariusz adaptowany - Hilary Henkin, David Mamet (nominacja)
- Najlepszy aktor - Dustin Hoffman (nominacja)

Złote Globy 1997
- Najlepsza komedia lub musical (nominacja)
- Najlepszy aktor w komedii lub musical - Dustin Hoffman (nominacja)
- Najlepszy scenariusz - Hilary Henkin, David Mamet (nominacja)

Nagroda Satelita 1997
- Najlepszy aktor w komedii lub musicalu - Dustin Hoffman (nominacja)
- Najlepsza aktorka drugoplanowa w komedii lub musicalu - Anne Heche (nominacja)

MFF w Berlinie 1997
- Nagroda Specjalna Jury - Barry Levinson
- Złoty Niedźwiedź (nominacja)

Nagrody BAFTA 1998
- Najlepszy scenariusz adaptowany - Hilary Henkin, David Mamet (nominacja)